# Отреп
Отре́п (фр. Autreppes) — коммуна во Франции, находится в регионе Пикардия. Департамент коммуны — Эна. Входит в состав кантона Вервен. Округ коммуны — Вервен.
Код INSEE коммуны — 02040.

## Население
Население коммуны на 2010 год составляло 187 человек.
| 1962 | 1968 | 1975 | 1982 | 1990 | 1999 | 2010 |
| ---- | ---- | ---- | ---- | ---- | ---- | ---- |
| 280  | 232  | 216  | 184  | 150  | 142  | 187  |

## Экономика
В 2010 году среди 118 человек трудоспособного возраста (15—64 лет) 90 были экономически активными, 28 — неактивными (показатель активности — 76,3 %, в 1999 году было 61,4 %). Из 90 активных жителей работали 79 человек (43 мужчины и 36 женщин), безработных было 11 (6 мужчин и 5 женщин). Среди 28 неактивных 11 человек были учениками или студентами, 4 — пенсионерами, 13 были неактивными по другим причинам.